# 小山保政
小山 保政（こやま やすまさ、1852年（嘉永5年） - 1899年（明治32年）8月23日）は、明治期の鉄道技術者。

## 経歴
1852年（嘉永5年） - 近江国伊香郡小山村(現在の滋賀県長浜市）で出生、幼名五郎。東京市芝区三田綱町（現・東京都港区三田）に居住する。鉄道技師として領有後の台湾で、既設の台北～新竹間の鉄道路線の調査や縦貫鉄道建設のため現場の調査を行う。明治32年8月台南～打狗の路線調査中、乗車していた人力軽便鉄道の顛覆事故により負傷し台湾総督府台南医院にて死亡する。同じく台湾総督府鉄道の技師である小山三郎は子息。
- 1869年（明治2年）4月　大津県准権少属。[1]
- 1871年（明治4年）
  - 5月　工部省出仕。[1]
  - 9月　工部省鉄道寮鉄道技術二等見習となり。建築師長ボイル、副長イングランドに付き数学及測量製図等を学ぶ。またゴールウエイ氏に従って近江の山野を測量する。[1]
- 1872年（明治5年）工部省鉄道寮技術二等見習い。[2]
- 1873年（明治6年）1月　工部省鉄道寮技術一等見習。[3]
- 1874年（明治10年）工部省鉄道寮九等技手補。[4]
- 1878年（明治11年）工部省鉄道寮九等技手。[5]
- 1879年（明治12年）工部省鉄道寮八等技手。[6]
- 1881年（明治14年）工部省鉄道寮七等技手。[7]
- 1882年（明治15年）工部省鉄道寮六等技手。[8]
- 1884年（明治16年）工部省鉄道寮四等技手。[9]
- 1887年（明治20年）内閣鉄道局技手三等。[10]
- 1890年（明治23年）内務省鉄道庁技手二等。[11]
- 1891年（明治24年）内務省鉄道庁技手一級。[12]
- 1894年（明治27年）7月17日　逓信省鉄道技師となる。[13]
- 1895年（明治28年）
  - 3月16日　日清戦争にあたり臨時鉄道隊付を命ぜられ、中国大陸に派遣される。[14][1]
  - 5月22日　台湾出張を命じられ、6月6日台湾基隆に上陸、総督の命により、ただちに基隆台北間の既設鉄道線路調査に着手する。[15][14]
  - 6月10日　総督府内に台湾鉄道線区司令部が置かれ、鉄道線区司令部運輸担当者に任命される。[16][17]
  - 6月20日　臨時鉄道隊解散し、大本営付台湾出張となる。[18]
  - 8月25日　臨時台湾鉄道隊勤務令が定められる。鉄道隊は総督府陸軍局長に隷属して鉄道全般を統括する。[19]台湾総督は新竹以南香山を経由して中港に至る鉄道建設の促成を命じ、新竹香山間は海岸線を採択する旨の報告書と意見書を民政長官に提出する。[20]
  - 9月17日　臨時台湾鉄道隊付を命ぜられる。[21]陸軍省臨時台湾鉄道隊長山根武亮大佐は台北に到着したが、鉄道班長の長江種同がまだ台湾に到着しないため、従前の業務を指揮するように命令を受ける。[22]
  - 9月24日　台湾鉄道線区司令部が廃止され、台湾鉄道停車場司令部設置される。[23]
  - 9月30日　基隆台北間および台北新竹間線路実査報告書を提出する。[24]
  - 10月1日　台湾に到着した鉄道班長長江種同へ旧鉄道課の業務引継を行う。[25]
  - 10月20日　台湾南部線路予測を命ぜら、海路で打狗に向かい28日到着し、打狗嘉義間の測量に従事する。[26]
- 1896年（明治29年）
  - 3月31日　臨時台湾鉄道隊付を解かれ[16]、逓信省に復帰し鉄道局工務課設計掛勤務となる。[27]
  - 5月27日　台湾縦貫鉄道調査を嘱託される。[28]
- 1897年（明治30年）
  - 3月18日　台湾縦貫鉄道調査の嘱託の任を解かれる。[28]
  - 4月24日　台湾総督府民政府技師として台湾総督府に採用される。[29]
  - 7月8日　台湾総督府民政局通信部臨時鉄道掛長となる。[30]
  - 6月22日　台湾総督府通信部鉄道課長を命ぜられる。[31]
- 1899年（明治32年）
  - 4月1日　台湾縦貫鉄道が官設として建設されることになり、臨時台湾鉄道敷設部官制が公布される。[32]、臨時台湾鉄道敷設部技師となる。[33]
  - 8月19日　台南打狗間鉄道線路調査中、人力軽便鉄道顛覆し負傷する。[34]
  - 8月23日　台湾総督府台南医院にて死去。[34]
  - 9月9日　東京市芝区三田綱町の自宅にて葬儀執行、墓所は青山墓地。[35]

### 受章
叙位
- 従七位　1892年（明治25年）10月22日[36]
- 従六位　1899年（明治32年）2月20日[37]
- 正六位　1899年（明治32年）8月23日[38]

勲等
- 勲八等　勲八等瑞宝章　1892年（明治25年）12月[39]
- 勲七等　勲七等瑞宝章　1896年（明治28年）6月[39]
- 勲五等　勲五等双光旭日章　1896年（明治29年）7月4日。[33]
- 勲四等　勲四等瑞宝章　1899年（明治32年）8月23日[38]